# Ayzieu
Ayzieu là một xã thuộc tỉnh Gers trong vùng Occitanie tây nam nước Pháp. Xã này có độ cao từ 102-175 mét trên mực nước biển.